# マイケル・グレイヴス

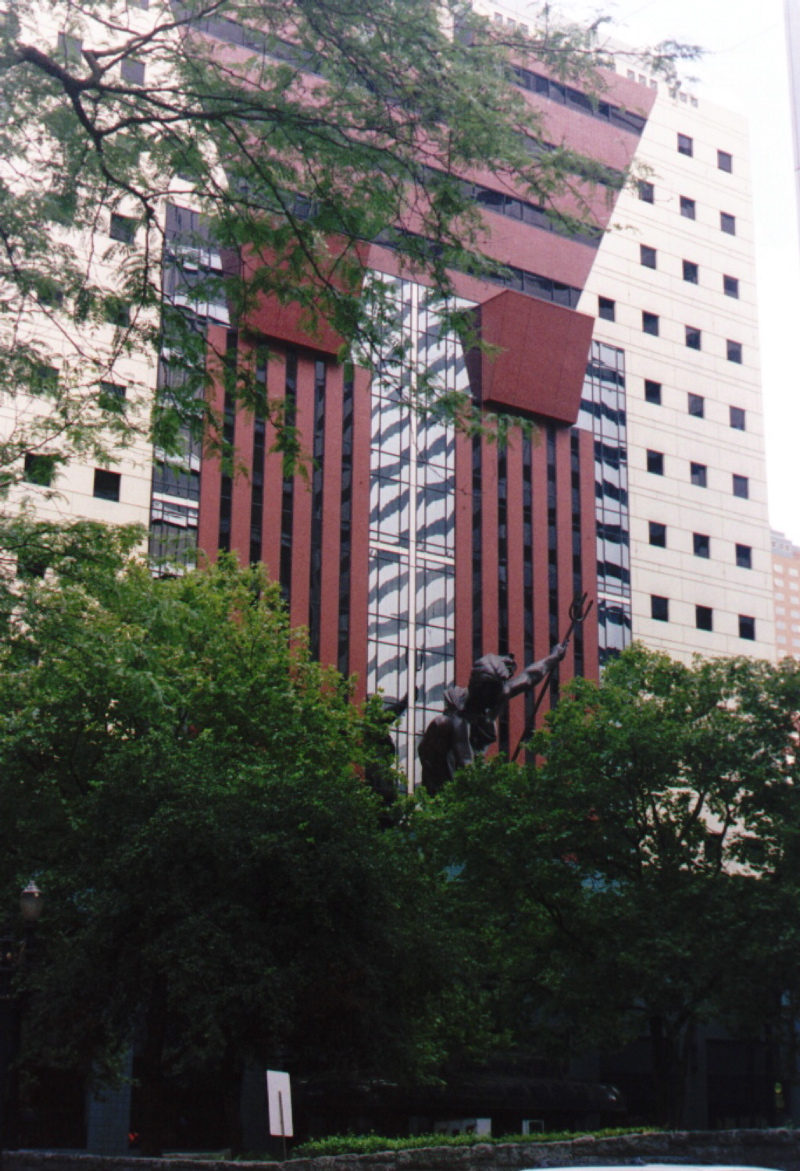
ポートランド・ビル

マイケル・グレイヴス（Michael Graves、1934年7月9日 - 2015年3月12日）は、アメリカ合衆国の建築家。
ポストモダン建築を代表する作家の一人である。そのほかにもインテリア、プロダクト・デザイン、グラフィックなどを手がけた。

## 人物・来歴
グレイヴスは、インディアナ州インディアナポリスで生まれた。
ブロード・リプル高校からシンシナティ大学に進学し、ハーバード大学で修士号を取得した。
ニュージャージー州プリンストンで1964年から建築家に従事し、プリンストン大学で名誉教授として建築学を教えた。また自身の事務所「マイケル・グレイヴス・アンド・アソシエーツ」（Michael Graves & Associates）をプリンストンとニューヨークで経営した。
1969年に、ニューヨーク近代美術館で行われたアーサー・ドレクスラー企画によるモダニズム建築家5人を特集した展覧会で取り上げられ、この展覧会を元にした1972年の書籍『Five Architects』によって「ニューヨーク・ファイブ」というモダニズム建築家グループの一員と見られるようになった。（ニューヨーク・ファイブには、ほかにリチャード・マイヤー、ピーター・アイゼンマン、ジョン・ヘイダック、チャールズ・グワスミーらがいる）
1983年には、第1回アイカ現代建築セミナー講師として来日し、7月19日東京にて、7月22日大阪にて講演。講演テーマは、｢マイケル・グレイブス建築を語る｣。
グレイヴスは、一連の家具デザインで人気を博しているほか、幅広く商業ビルや住宅の設計を行い、またインテリアデザインでも評価された。1999年、アメリカ国民芸術勲章（National Medal of Arts）を受章し、2001年には、アメリカ建築家協会（AIA）からAIAゴールドメダルを受け取った。
2015年3月12日、ニュージャージー州プリンストンの自宅で死去。80歳没。

## 作品

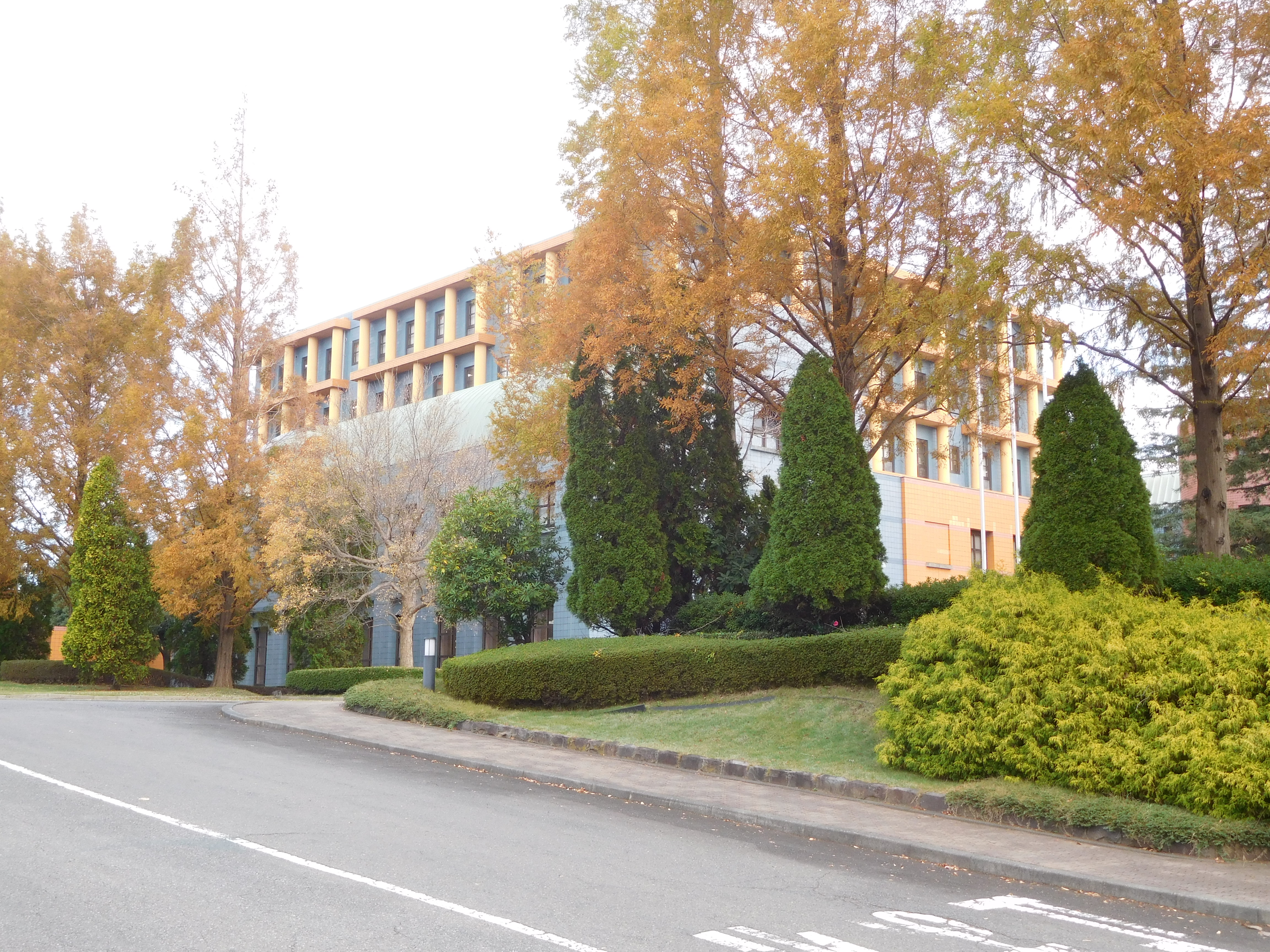
カスミつくばセンター

- ポートランド・ビル（1982年 オレゴン州ポートランド）- ポストモダン絶頂期の代表作品の一つとされる。
- ヒューマナ・ビル（1985年 ケンタッキー州ルイビル）
- ホイットニー美術館増築計画（1985年 ニューヨーク州ニューヨーク）
- 百道浜の集合住宅（1989年 福岡市）
- 御堂筋ミナミビル（1990年 大阪市中央区）
- ウォルト・ディズニー・ワールド・リゾート スワン＆ドルフィン・ホテル（1990年 フロリダ州オーランド）
- チーム・ディズニー・ビル（1991年 カリフォルニア州バーバンク）
- アルテ横浜（1992年 横浜市）
- カスミつくばセンター（1992年 つくば市）
- 御宿町役場庁舎・保健センター（1993年）
- ハイアットリージェンシー福岡（1993年 福岡市）
- ネクサス百道レジデンシャルタワー（1996年 福岡市）
- 田島ビルディング（1996年 東京都千代田区）
- デンバー中央図書館（1996年 コロラド州デンバー）[3]
- 西新テングッドシティ（2001年 福岡市早良区）
- ファミール月島グランスイートタワー（2002年 東京都中央区）
- ミネアポリス美術館新館（2006年 ミネソタ州ミネアポリス）
- 西日本工業大学デザイン学部小倉キャンパス（2006年 北九州市）